# علف طلایی کانادایی
علف طلایی کانادایی (نام علمی: Solidago canadensis) نام یک گونه از سرده علف طلایی است.